# 法伊茲·蘇比里
穆罕默德·法伊茲·蘇比里 （1987年11月8日—）， 是马来西亚职业足球运动员，司职中场。现效力于马来西亚超级足球联赛的槟城。

## 国际足联普斯卡什奖
2016年2月16日，马超联赛槟城主场以4比1战胜彭亨的比赛中，法伊兹·苏比里在距离球门较远的位置直接起脚射门，皮球划过一道诡异的弧线再飞进大门，该进球让法伊兹·苏比里获取提名2016年国际足联普斯卡什奖评选资格。在经过多轮投票与评选后，法伊兹·苏比里成功的进入三强，在三强投票中，法伊兹·苏比里最终获得59.46%得票率当选，压倒巴西球员马洛尼（22.86%）与委内瑞拉女球员达妮尤斯卡（10.01%），法伊兹·苏比里成为首个来自亚洲在國際足總最佳足球獎获奖的足球员。

## 荣誉

### 俱乐部
吉兰丹
- 马来西亚足总杯：2013年冠军
- 马来西亚杯：2013年亚军

槟城
- 马来西亚首要足球联赛：2015亚军

### 个人
- 国际足联普斯卡什奖：2016年國際足總最佳足球獎
- 马来西亚足总月度最佳球员：2016年6月
- 马来西亚足总年度颁奖典礼特别奖：2016年